# GNOME Videos
|  | Aquest article tracta sobre reproductor multimèdia (àudio i vídeo) per a l'entorn d'escriptori GNOME. Si cerqueu detector de partícules de l'accelerador LHC al laboratori internacional del CERN , vegeu «TOTEM». |

Totem és un reproductor multimèdia (àudio i vídeo) per a l'entorn d'escriptori GNOME que funciona a GNU/Linux, Solaris, BSD i altres Unix i sistemes tipus Unix. És oficialment inclòs en GNOME des de la versió 2.10 (llançada al març de 2005), però de fet ja estava inclosa en la majoria dels entorns GNOME. Totem utilitza el marc del GStreamer per a la reproducció, encara que fins a la versió 2.27.1, en el seu lloc pot utilitzar les biblioteques de Xine.
Totem s'inclou com el reproductor multimèdia predeterminat en molts sistemes operatius GNU/Linux, com Ubuntu, Mandriva i altres. Distribuït sota els termes de la GNU Lesser General Public License, Totem és programari lliure.
Fins fa poc hi havia dues versions diferents de Totem, encara que la diferència no era visible a nivell d'interfície d'usuari. Un d'ells va ser basat en GStreamer, que és un framework multimèdia basada en complements. Aquesta versió compta amb l'extensibilitat superior i és compatible amb una major varietat de formats de mitjans de comunicació. L'altre es basa en xine, que és una biblioteca multimèdia regular. A causa de les millores en GStreamer com la capacitat per a reproduir DVD encriptades, l'equip de desenvolupament de Totem va abandonar el suport per al backend de Xine.
Una característica destacada de Totem és la seva integració amb l'entorn d'escriptori GNOME i el seu gestor de fitxers Nautilus. Això inclou la generació de miniatures d'arxius de vídeo quan es navega en Nautilus i un vídeo plugin per navegadors Netscape-compatible (per exemple, Firefox).
Gràcies a un gran nombre de plugins desenvolupats per a GStreamer, Totem és capaç de reproduir tots els formats principals multimèdia, tant els oberts com els propietaris. També comprèn nombrosos formats de llista de reproducció, incloent-hi SHOUTcast, M3U, XML Shareable Playlist File(XSPF), SMIL, llistes de reproducció de Windows Media Player i llistes de reproducció RealAudio. Les llistes són fàcilment manejables usant funcions d'arrossegar i deixar anar.
La reproducció a pantalla completa és compatible amb gairebé totes les configuracions de X, incloent-hi configuracions multi-cap Xinerama, i en les pantalles connectades a la sortida de TV. La brillantor, el contrast i la saturació del vídeo es poden ajustar de forma dinàmica durant la reproducció. El so 4.0, 4.1, 5.0, 5.1 i estèreo és compatible. En ordinadors amb un port d'infrarojos, Totem pot ser controlat remotament mitjançant LIRC. Imatges fixes poden ser fàcilment capturats sense recórrer a programes externs. També hi ha un plugin per la funcionalitat de Telestrator mitjançant l'ús de Gromit. La càrrega de subtítols SubRip externa, tant automàtica com manual (a través de la línia d'ordres), també se li dona suport.